# ARM Manuel Azueta (D-111)
El ARM Manuel Azueta (D-111) fue un destructor de la Clase Manuel Azueta de la Armada de México. Fue uno de los cinco destructores que tuvo la Armada de México, además del Cuauhtémoc, Cuitláhuac, ARM Netzahualcóyotl (D-102) de la Clase Quetzalcóatl. Anteriormente, fue el USS Hurst (DE-250).
La Armada de México le otorgó el nombre de ARM Manuel Azueta en honor al marino mexicano Manuel Azueta Perillos que luchó contra los estadounidenses durante la ocupación estadounidense de Veracruz.
Luego de más de 40 años de servicio, la Secretaría de Marina Armada de México (Semar) dio de baja del Servicio Activo al Buque de la Armada. El Buque fue ensamblado en los Estados Unidos para su servicio durante la Segunda Guerra Mundial. Tras ser retirado por aquel país, el gobierno mexicano lo adquirió en 1973 para realizar operaciones de vigilancia en territorio mexicano. En su momento, este destructor incrementó la presencia de México en la mar; sin embargo, después de más de 60 años de operación, se llegó al término de su vida útil, ya que su mantenimiento anual era superior al costo de la unidad.
El 6 de noviembre de 2017 se hundió de manera controlada frente a las costas de Antón Lizardo (Veracruz), con el objeto de crear un arrecife artificial. 